# Leucania phaea
Leucania phaea là một loài bướm đêm trong họ Noctuidae.